# شهرستان بکهام (اکلاهما)
شهرستان بکهام، اکلاهما (به انگلیسی: Beckham County, Oklahoma) شهرستانی در ایالات متحده آمریکا است که در اکلاهما واقع شده‌است.

## خصوصیات
شهرستان بکهام ۲٬۳۴۲ کیلومترمربع مساحت دارد.